# طواف ليمبورغ
طواف ليمبورغ (بالإنجليزية: Ronde van Limburg)‏ هو سباق دراجات هوائية، من صنف سباق يوم واحد ‏، بدأ في 1919 في بلجيكا.

## تاريخ

### قائمة الفائزين
| السنة | الفائز                   | الثاني        | الثالث            |
| ----- | ------------------------ | ------------- | ----------------- |
| 2012  | كيفن كلايس               | ريك تسابل     | Klaas Vantornout ‏ |
| 2013  | أوليفييه شوفالييه (دراج) | كيفن كلايس    | هووب دين          |
| 2014  | ماثيو فان دير بيل        | بول مارتنز    | جريج هندرسون      |
| 2015  | بيورن لوكيمانز           | ديميتري كلايس | Wouter Mol ‏       |
| 2016  | كيني ديهاس               | توم بونن      | تيموثي دوبونت     |

## وصلات خارجية
- الموقع الرسمي
- لمحة عن سباق طواف ليمبورغ على موقع  ProCyclingStats   (برو  سايكلنج  ستاتس) - إحصاءات  محترفي  الدراجات.
- طواف ليمبورغ على موقع إحصائيات الدراجات الإحترافية (الإنجليزية)